# Saimaa-Ringelrobbe
Die Saimaa-Ringelrobbe (Pusa hispida saimensis, Synonym: Phoca hispida saimensis) (finnisch saimaannorppa) ist eine Unterart der Ringelrobbe. Mit einem Bestand von nur etwa 400 Tieren gehört sie zu den bedrohtesten Robben weltweit.

## Aussehen
Die Saimaa-Ringelrobbe ist die dunkelste aller Ringelrobben und etwas kleiner als die Ostsee-Ringelrobbe. Erwachsene Tiere werden zwischen 85 und 160 cm lang und wiegen zwischen 40 und 90 kg, wobei die Männchen etwas größer sind als die Weibchen. Die Tiere sind dunkelgrau und haben grau-schwarze Flecken, die von weißen Ringen umgeben sind. Die Bauchseite ist hellgrau. Jungtiere kommen mit einem grauen Lanugo zur Welt, der erst später durch ein dunkleres Fell ersetzt wird.

## Verbreitung und Lebensraum

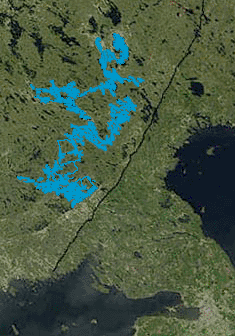
Das Saimaa-Seensystem im östlichen Finnland

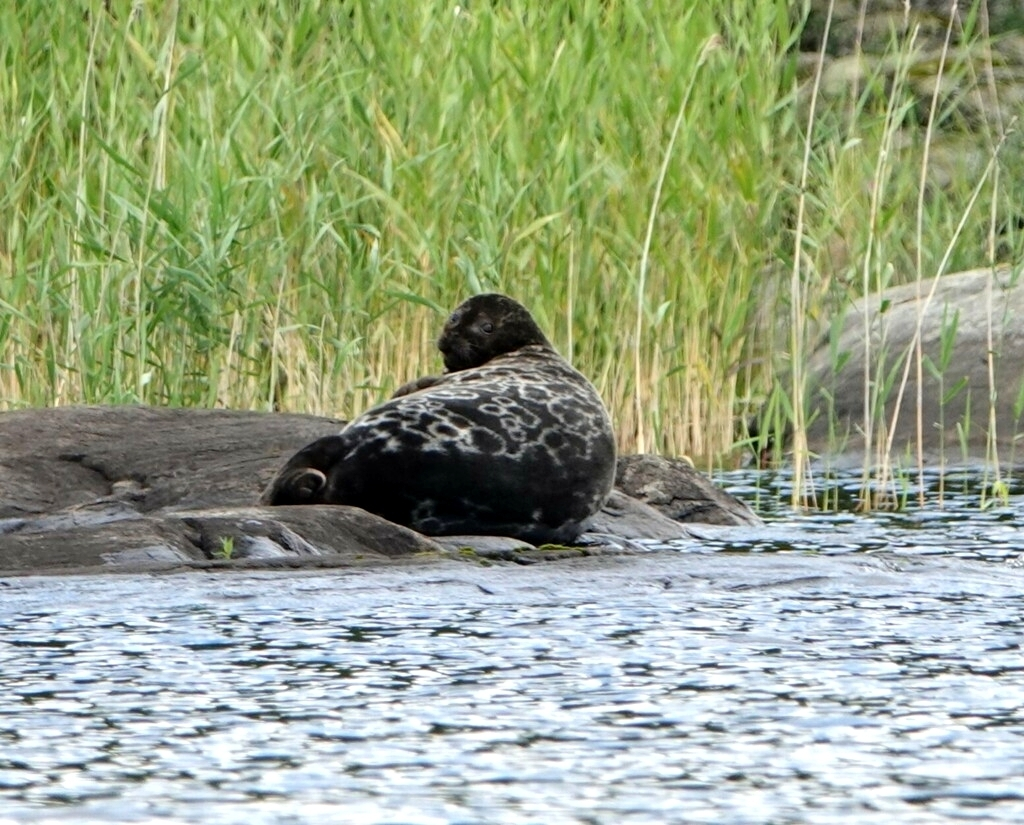
Saimaa-Ringelrobbe

Die Saimaa-Ringelrobbe ist neben der Ladoga-Ringelrobbe eine der beiden Unterarten der Ringelrobbe, die nur im Süßwasser vorkommen. Ihr Lebensraum liegt in der subpolaren Zone im namensgebenden Saimaa-Seensystem des östlichen Finnlands, das sich in zahlreiche kleinere Seen aufteilt, die durch Wasserarme miteinander verbunden sind. Das Seensystem bedeckt eine Fläche von 4.460 km², umfasst etwa 13.710 Inseln und Halbinseln und hat eine Küstenlänge von ca. 15.000 km. Die Seen sind durchschnittlich 17 m tief, wobei die tiefste Stelle 82 m erreicht. Die wichtigsten Gebiete, in denen die Saimaa-Ringelrobben ihre Jungen gebären und aufziehen, sind die beiden Nationalparks Linnansaari und Kolovesi. Da die Art eher isoliert lebt, hat sie mit Ausnahme des Menschen keine natürlichen Feinde. Experten schätzen, dass unter natürlichen Umständen bis zu 6.000 Robben in diesem Gebiet Platz hätten.

## Lebensweise
Die Geschlechterverteilung bei den Saimaa-Ringelrobben ist 1:1. Die Tiere werden mit etwa 3 bis 7 Jahren geschlechtsreif, ihre Lebenserwartung beträgt etwas über 20 Jahre.
Die Schwangerschaft dauert elf Monate. Das Weibchen höhlt sich in Schneeverwehungen auf dem Eis einen Unterschlupf aus und macht in das Eis noch ein Loch, durch das sie ins Wasser des Sees kann. Die Jungen kommen Ende Februar bzw. Anfang März zur Welt. Bei einer Langzeitbeobachtung durch das nationale „Institut für Veterinärmedizin und Lebensmittel“ (finnisch Eläinlääkintä- ja elintarviketutkimuslaitos (EELA)) von 1980 bis 1999 wogen die neugeborenen Robben durchschnittlich 4,7 kg, wobei das leichteste Junge ein Gewicht von 3,3 kg hatte und das schwerste 7,3 kg. Sie sind bei der Geburt etwa 55 bis 65 cm groß. 2004 wurden 65 Jungtiere geboren, wobei dies aufgrund eines schneereichen Winters ein Rekordergebnis war. Durchschnittlich kommen pro Jahr 50 bis 60 Robben zur Welt. Die ersten Wochen verbringen sie im Unterschlupf und ernähren sich nur von Muttermilch. Sobald das Wetter milder wird, lernen die Jungen schwimmen und tauchen. Im Sommer werden sie schließlich entwöhnt.

## Systematik
Die Saimaa-Ringelrobbe wurde 1899 durch den finnischen Zoologen Oscar Frithiof Nordqvist unter der Bezeichnung Phoca foetida saimensis erstmals wissenschaftlich beschrieben. Heute gilt Phoca foetida saimensis als ein Juniorsynonym von Pusa hispida, so dass die gültige wissenschaftliche Bezeichnung Pusa hispida saimensis ist. Eine Gruppe finnischer Wissenschaftler plädierte im Juni 2025
dafür der Saimaa-Ringelrobbe den Status einer eigenständige Art (dann Pusa saimensis) zu geben. Grund sind deutliche morphologische Unterschiede zu den arktischen Eismeer-Ringelrobben (P. h. hispida) und denen aus dem Ladogasee (P. h. ladogensis). Außerdem bildet die Saimaa-Ringelrobbe seit mindestens 60.000 Jahren einen eigenen Evolutionszweig und ist damit wesentlich älter als das Saimaa-Seensystem, das erst mit dem Ende der letzten Kaltzeit entstand. Wahrscheinlich führt die geografische Isolation von Ringelrobben in einem Refugialraum in Gletscherseen auf der Ost- oder Südseite des fennoskandischen Eisschildes zur Evolution der Saimaa-Ringelrobbe.

## Populationsentwicklung
Es wird geschätzt, dass es bereits 1893 weniger als 1.000 Saimaa-Ringelrobben gab, wobei genaue Zahlen nicht bekannt sind. Ein großer Schwund war vor allem während der 1950er Jahre zu beobachten, als die Robbe als Schädling gejagt wurde, weshalb sie 1955 unter Schutz gestellt wurde. Dennoch sanken die Bestandszahlen durch moderne Fischfangmethoden und Umweltgifte wie Quecksilber weiterhin, weshalb weitere Regulationen zum Schutz der Tiere erlassen wurden.
Seit 1980 wird die Entwicklung der Saimaa-Ringelrobbe genau beobachtet. Helle schätzte 1983 die damalige Anzahl auf 100 bis 150 Tiere Sipilä und Hyvärinen gaben 1988 eine Anzahl von 150 bis 160 Robben an, während Helle für das gleiche Jahr von bereits 160 bis 180 Tieren ausging. Auf diese Zahl kam Sipilä erst 1991. Davon dürften etwa 38 bis 40 Weibchen im fortpflanzungsfähigen Alter gewesen sein, wobei nach Sipilä jedes Jahr etwa 18 bis 26 Junge geboren wurden. Für 1995 wurde der Bestand erstmals auf über 200 Robben geschätzt und im Winter 2011 konnten bereits 310 Individuen gezählt werden. Der finnische WWF ging 2018 von einem Bestand von 400 Tieren aus.
| Gebiet                   | Winter 1984 | Winter 1990 | Winter 1995 | Winter 2000 |
| ------------------------ | ----------- | ----------- | ----------- | ----------- |
| Pyhäselkä                | 13          | 13          | 8–10        | 3–5         |
| Orivesi                  | 9–10        | 13–15       | 11–15       | 10–14       |
| Pyyvesi – Enonvesi       | 6–7         | 5–8         | 6–8         | 15–18       |
| Joutenvesi               | 8–10        | 13–18       | 13–18       | 20–30       |
| Kolovesi                 | 5–6         | 13–16       | 13–16       | 22–28       |
| Haukivesi                | 32–37       | 41–55       | 44–54       | 48–58       |
| Pihlajavesi              | 14–19       | 35–40       | 40–46       | 55–65       |
| Tolvanselkä – Katosselkä | 4–5         | 13–19       | 15–25       | 16–24       |
| Lietvesi                 | 8–9         | 13–16       | 8–12        | 7–10        |
| Luonteri                 | 1–2         | 2           | 2           | 2           |
| Petranselkä              | 9–12        | 3–4         | 4–7         | 11–15       |
| Ilkonselkä               | 4           | 4           | 3–4         | 2–3         |
| Saimaa-Seengebiet        | 113–134     | 164–210     | 167–217     | 211–272     |

## Gefährdung
Während der Langzeitbeobachtung durch EELA wurden auch aufgefundene Kadaver (insges. 182 im Zeitraum 1977–2000) untersucht und festgestellt, dass die Haupttodesursache der Saimaa-Ringelrobbe die Fischernetze sind, in denen sich die Tiere verfangen und ersticken bzw. ertrinken. 53,3 % der Tiere starben auf diese Art, gefolgt von einer Kindersterblichkeitsrate von 39 %. Nur 5 % der Robben waren eines natürlichen Todes gestorben.
Von den im selben Zeitraum beobachteten 550 Jungtieren starben 12,9 % bei der Geburt bzw. bevor sie zwei Wochen alt wurden. Gründe dafür sind unter anderem das Ansteigen oder Absinken des Wasserspiegels und milde Winter, wodurch die Unterschlupfe der Robben oft zu früh zusammenbrechen und die Jungtiere unter sich begraben. So wurden in den Jahren 1982, 1983, 1988, 1989 und 1996 31 % der beobachteten Robbenbabys tot in ihrem Bau aufgefunden, während es in stabilen Jahren nur 8,4 % sind.

## Schutzmaßnahmen
Seit 1955 steht die Saimaa-Ringelrobbe unter Schutz, um vor der Ausrottung bewahrt zu werden. Die IUCN führt die Saimaa-Ringelrobbe seit Januar 2009 als critically endangered (dt. vom Aussterben bedroht). In der Berner Konvention wird die Saimaa-Ringelrobbe in Appendix II (streng geschützt) geführt.
In Finnland wurden zwei Nationalparks (Linnansaari und Kolovesi) für den Schutz der Robben errichtet, wobei es noch weitere Schutzzonen gibt. In deren Umgebung ist es nicht erlaubt, Mökkis und Häuser zu errichten. Auch das Benutzen von Motorbooten ist stark eingeschränkt, und im Frühjahr dürfen bestimmte tiefe Buchten nicht einmal mit Paddelbooten befahren werden. Auch das Fischen ist im Saimaa-Seensystem beschränkt, so wurde die Nutzung von Köderhaken und Fallen verboten und Berufsfischern, die auf das Auslegen von Netzen während der Sommermonate verzichten, wurde eine Entschädigung gezahlt. Tero Sipilä vermutet, dass ein vollständiger Verzicht von Fischernetzen während der Sommermonate das Überleben von 10 bis 15 Jungtieren mehr pro Jahr sichern könnte.
Künstliche Wasserspiegelregulierungen durch das naheliegende Kraftwerk werden im Winter mittlerweile nur mehr mit Rücksicht auf die Robben geplant. Ein großes Problem derzeit ist die Wasserverschmutzung durch Chlorkohlenwasserstoffe und den gestiegenen Bootsverkehr und Tourismus.